# Liste der Lieder von Ina Müller
Diese Liste umfasst von Ina Müller veröffentlichte Lieder. Zunächst trat sie mit Edda Schnittgard als Queen Bee auf.
| Titel                                        | Komponist / Texter                                                                                         | Jahr | veröffentlicht auf                         |
| -------------------------------------------- | --- | ---- | ------------------------------------------ |
| Obwohl Du da bist                            | Ina Müller, Benni Dernhoff, Frank Ramond / Ina Müller, Frank Ramond                                        | 2020 | 55                                         |
| Wohnung gucken                               | Ina Müller, Johannes Oerding, Benni Dernhoff / Ina Müller, Max Kennel, Jonas Frömming                      | 2020 | 55                                         |
| Laufen                                       | Ina Müller, Johannes Oerding, Benni Dernhoff / Ina Müller, Max Kennel, Jonas Frömming                      | 2020 | 55                                         |
| Fast hält länger als fest                    | Ina Müller, Johannes Oerding / Ina Müller, Frank Ramond                                                    | 2020 | 55                                         |
| Rauchen                                      | Ina Müller, Johannes Oerding, Benni Dernhoff / Ina Müller, Max Kennel, Jonas Frömming                      | 2020 | 55                                         |
| Ich halt die Luft an                         | Ina Müller, Johannes Oerding, Benni Dernhoff / Ina Müller, Frank Ramond                                    | 2020 | 55                                         |
| So hätt ich also sein soll'n                 | Ina Müller, Johannes Oerding, Benni Dernhoff, Anne De Wolff, Ulrich „Ulle“ Rode / Ina Müller, Frank Ramond | 2020 | 55                                         |
| Eichhörnchentag                              | Ina Müller, Johannes Oerding, Benni Dernhoff / Ina Müller, Frank Ramond                                    | 2020 | 55                                         |
| Die Zeit fliegt Dir davon                    | Ina Müller, Johannes Oerding, Benni Dernhoff / Ina Müller, Frank Ramond                                    | 2020 | 55                                         |
| Wie Heroin                                   | Ina Müller, Johannes Oerding / Ina Müller, Frank Ramond                                                    | 2020 | 55                                         |
| Das erste halbe Mal                          | Ina Müller, Johannes Oerding, Benni Dernhoff / Ina Müller, Frank Ramond                                    | 2020 | 55                                         |
| Wenn der liebe Gott will                     | Johannes Oerding, Benni Dernhoff, Sebastian Madsen / Ina Müller, Max Richard Leßmann                       | 2020 | 55                                         |
| Wenn du mich persönlich fragst               | Brown, Germain, Myrie, Tucker / Müller, Schnittgard, Myrie                                                 | 2005 | Queen Bee: Abseits ist, wenn keiner pfeift |
| Anti-Typ (Du lässt dich gehn)                | Frank Jürgen Krüger / Hügelsheim, Schummel                                                                 | 2005 | Queen Bee: Abseits ist, wenn keiner pfeift |
| Hafencafé                                    | Manfred Maurenbrecher                                                                                      | 2005 | Queen Bee: Abseits ist, wenn keiner pfeift |
| Moondance                                    | Van Morrison                                                                                               | 2005 | Queen Bee: Abseits ist, wenn keiner pfeift |
| Illusionen                                   | Udo Jürgens / Alexandra                                                                                    | 2005 | Queen Bee: Abseits ist, wenn keiner pfeift |
| Der Seifenspender-Song                       | Ina Müller, Ulf Henrich                                                                                    | 2005 | Queen Bee: Abseits ist, wenn keiner pfeift |
| Cello                                        | Udo Lindenberg                                                                                             | 2005 | Queen Bee: Abseits ist, wenn keiner pfeift |
| Alles für dich                               | Farin Urlaub                                                                                               | 2005 | Queen Bee: Abseits ist, wenn keiner pfeift |
| Kiss From A Rose                             | Henry Olusegun, Adeola Samuel                                                                              | 2005 | Queen Bee: Abseits ist, wenn keiner pfeift |
| Bitte Bitte                                  | Phililippe Maat, Jens Burger / Burger, Schmidt, Stresemann                                                 | 2005 | Queen Bee: Abseits ist, wenn keiner pfeift |
| Ohne dich                                    | Christian Neander / Jan Plewka                                                                             | 2005 | Queen Bee: Abseits ist, wenn keiner pfeift |
| Fallin’                                      | Alicia J. Augello-Cook                                                                                     | 2005 | Queen Bee: Abseits ist, wenn keiner pfeift |
| De Klock is dree                             | Andreas Dopp / Ina Müller                                                                                  | 2009 | Die Schallplatte – nied opleggt            |
| Dörp Reggae (Lemon Tree)                     | Volker Hinkel / Peter Freudenthaler                                                                        | 2009 | Die Schallplatte – nied opleggt            |
| Mama                                         | Andreas Dopp / Ina Müller                                                                                  | 2009 | Die Schallplatte – nied opleggt            |
| Lockiget Hoor (Knockin’ on Heaven’s Door)    | Bob Dylan / plattdeutsch: Ina Müller                                                                       | 2009 | Die Schallplatte – nied opleggt            |
| Nees in 'n Wind                              | Andreas Dopp / Ina Müller                                                                                  | 2009 | Die Schallplatte – nied opleggt            |
| Ganz alleen (Blots de Nacht) (Love’s Divine) | Seal / Mark Batson                                                                                         | 2009 | Die Schallplatte – nied opleggt            |
| Buten Kluten (What’s Up?)                    | Linda Perry / plattdeutsch: Ina Müller                                                                     | 2009 | Die Schallplatte – nied opleggt            |
| Min Johann                                   | Klaus Groth                                                                                                | 2009 | Die Schallplatte – nied opleggt            |
| Dat weer Mai (I Believe I Can Fly)           | Robert S. Kelly / plattdeutsch: Ina Müller                                                                 | 2009 | Die Schallplatte – nied opleggt            |
| Veel to olt (Fields of Gold)                 | Sting / plattdeutsch: Ina Müller                                                                           | 2009 | Die Schallplatte – nied opleggt            |
| De Wind vun Hamborg (I've Never Been To Me)  | Kenneth W. Hirsch / Ronald N. Miller                                                                       | 2009 | Die Schallplatte – nied opleggt            |
| Schnee fallt bald (Les Feuilles Mortes)      | Josef Kosma / Jaques Prever                                                                                | 2009 | Die Schallplatte – nied opleggt            |
| Bye Bye Arschgeweih                          | Frank Ramond                                                                                               | 2006 | Weiblich, Ledig, 40                        |
| So was passiert mir heut’ nicht mehr         | Ina Müller, Hardy Kayser, Frank Ramond / Frank Ramond                                                      | 2006 | Weiblich, Ledig, 40                        |
| Wegen einer Älteren                          | Ina Müller, Hardy Kayser, Frank Ramond / Frank Ramond                                                      | 2006 | Weiblich, Ledig, 40                        |
| 1000 Lichter                                 | Hardy Kayser / Lorenz Ritter                                                                               | 2006 | Weiblich, Ledig, 40                        |
| Lieber Orangenhaut                           | Frank Ramond                                                                                               | 2006 | Weiblich, Ledig, 40                        |
| Allein durch Hamburg                         | Jan-Philipp Kelber, Joachim Schlüter / Ina Müller                                                          | 2006 | Weiblich, Ledig, 40                        |
| Auf halber Strecke                           | Ina Müller, Hardy Kayser, Frank Ramond / Frank Ramond, Ina Müller                                          | 2006 | Weiblich, Ledig, 40                        |
| Hoffentlich ist der Sommer bald vorbei       | Ina Müller, Hardy Kayser, Frank Ramond / Frank Ramond, Ina Müller                                          | 2006 | Weiblich, Ledig, 40                        |
| Ich ziehe aus                                | Ina Müller, Hardy Kayser, Frank Ramond / Frank Ramond                                                      | 2006 | Weiblich, Ledig, 40                        |
| Hätt ich'n Hund                              | Hardy Kayser, Ina Müller / Frank Ramond                                                                    | 2006 | Weiblich, Ledig, 40                        |
| Dumm kickt gut                               | Ina Müller, Hardy Kayser, Frank Ramond / Frank Ramond, Ina Müller                                          | 2006 | Weiblich, Ledig, 40                        |
| Kap der Guten Hoffnung                       | Hardy Kayser / Ulf Krüger                                                                                  | 2006 | Weiblich, Ledig, 40                        |
| Wenn Thomas kocht                            | | 2006 | Weiblich, Ledig, 40                        |
| Drei Männer her                              | | 2008 | Liebe macht taub                           |
| Wenn du fliegst                              | | 2008 | Liebe macht taub                           |
| Smalltalk                                    | | 2008 | Liebe macht taub                           |
| Der Grund                                    | | 2008 | Liebe macht taub                           |
| Maxi-Cosi                                    | | 2008 | Liebe macht taub                           |
| Ich will wieder leben                        | | 2008 | Liebe macht taub                           |
| Mark                                         | | 2008 | Liebe macht taub                           |
| Liebe macht taub                             | | 2008 | Liebe macht taub                           |
| Wir sanieren unsere Beziehung                | | 2008 | Liebe macht taub                           |
| Du schweigst                                 | | 2008 | Liebe macht taub                           |
| Mein Herz                                    | | 2008 | Liebe macht taub                           |
| Zurück in Muttis Bauch                       | | 2008 | Liebe macht taub                           |
| Mr. Big                                      | | 2008 | Liebe macht taub                           |
| Das wär dein Lied gewesen                    | | 2011 | Das wär dein Lied gewesen                  |
| Die Nummer                                   | | 2011 | Das wär dein Lied gewesen                  |
| Ja ich will                                  | | 2011 | Das wär dein Lied gewesen                  |
| Fast drüber weg                              | | 2011 | Das wär dein Lied gewesen                  |
| Paparazzia                                   | | 2011 | Das wär dein Lied gewesen                  |
| Mit Mitte 20                                 | | 2011 | Das wär dein Lied gewesen                  |
| Gleichberechtigung                           | | 2011 | Das wär dein Lied gewesen                  |
| Gar nichts gepeilt                           | | 2011 | Das wär dein Lied gewesen                  |
| Brittpop                                     | | 2011 | Das wär dein Lied gewesen                  |
| Handtaschen                                  | | 2011 | Das wär dein Lied gewesen                  |
| Fremdgehen                                   | | 2011 | Das wär dein Lied gewesen                  |
| Podkarsten                                   | | 2011 | Das wär dein Lied gewesen                  |
| Wenn du das erträgst                         | | 2011 | Das wär dein Lied gewesen                  |
| Wenn du nicht da bist                        | Johannes Oerding / Frank Ramond, Ina Müller                                                                | 2013 | 48                                         |
| Sie schreit nur noch bei Zalando             | Johannes Oerding, Ina Müller / Frank Ramond, Ina Müller                                                    | 2013 | 48                                         |
| Wenn dein Handy nicht klingelt               | Johannes Oerding, Ina Müller / Frank Ramond, Ina Müller                                                    | 2013 | 48                                         |
| Schuhe                                       | Johannes Oerding, Ina Müller, Rank Ramond / Frank Ramond, Ina Müller                                       | 2013 | 48                                         |
| Nach Hause                                   | Johannes Oerding / Frank Ramond, Ina Müller                                                                | 2013 | 48                                         |
| Fünf Schwestern                              | Johannes Oerding, Ina Müller / Frank Ramond, Ina Müller                                                    | 2013 | 48                                         |
| Wenn ich wegguck                             | Johannes Oerding, Ina Müller / Frank Ramond                                                                | 2013 | 48                                         |
| Pläne                                        | Johannes Oerding, Ina Müller / Frank Ramond, Ina Müller                                                    | 2013 | 48                                         |
| Déjà-vu                                      | Johannes Oerding, Ina Müller / Frank Ramond, Ina Müller                                                    | 2013 | 48                                         |
| Spieglein Spieglein                          | Johannes Oerding, Ina Müller / Frank Ramond, Ina Müller                                                    | 2013 | 48                                         |
| Einen im Sinn                                | Johannes Oerding / Frank Ramond                                                                            | 2013 | 48                                         |
| Teenager                                     | Johannes Oerding, Ina Müller / Frank Ramond, Ina Müller                                                    | 2013 | 48                                         |
| Aber dich                                    | Johannes Oerding, Ina Müller / Frank Ramond, Ina Müller                                                    | 2013 | 48                                         |
| Ich bin die                                  | Johannes Oerding, Ina Müller / Frank Ramond, Ina Müller                                                    | 2016 | Ich bin die                                |
| Das war’s                                    | Johannes Oerding, Ina Müller / Frank Ramond, Ina Müller                                                    | 2016 | Ich bin die                                |
| Tag eins nach Tag aus                        | Johannes Oerding, Ina Müller / Frank Ramond, Ina Müller                                                    | 2016 | Ich bin die                                |
| Immer eine mehr wie du                       | Johannes Oerding, Ina Müller / Frank Ramond, Ina Müller                                                    | 2016 | Ich bin die                                |
| Klammerblues                                 | Johannes Oerding, Ina Müller / Frank Ramond, Ina Müller                                                    | 2016 | Ich bin die                                |
| Wenn du jetzt aufstehst                      | Johannes Oerding, Ina Müller / Frank Ramond, Ina Müller                                                    | 2016 | Ich bin die                                |
| Wie du wohl wärst                            | Johannes Oerding, Ina Müller / Frank Ramond, Ina Müller                                                    | 2016 | Ich bin die                                |
| Zahlen, bitte                                | Johannes Oerding, Ina Müller, Stephan Gade, Jörn Heilbut / Frank Ramond, Ina Müller                        | 2016 | Ich bin die                                |
| Bei jeder Liebe                              | Ina Müller, Stephan Gade, Jörn Heilbut / Frank Ramond, Ina Müller                                          | 2016 | Ich bin die                                |
| Zimmer 410                                   | Alexander Zukowski / Frank Ramond, Ina Müller                                                              | 2016 | Ich bin die                                |
| Kommando heulen                              | Alexander Zukowski, Stephan Gade / Frank Ramond, Ina Müller                                                | 2016 | Ich bin die                                |
| Dorf bleibt Dorf                             | Johannes Oerding, Ina Müller / Frank Ramond, Ina Müller                                                    | 2016 | Ich bin die                                |
| Sowas wie Glück                              | Thorsten Brötzmann, Jan-Philipp Kelber, Ivo Moring                                                         | 2016 | Ich bin die                                |